# ريتشارد بلاندل
ريتشارد بلاندل (بالإنجليزية: Richard Blundell)‏ هو اقتصادي بريطاني، ولد في 1 مايو 1952 في شوريهام في المملكة المتحدة.